# El triunfo del tiempo y del desengaño
El triunfo del tiempo y del desengaño (en inglés, The Triumph of Time and Disillusion; en italiano, Il trionfo del tempo e del disinganno) es un oratorio de Georg Friedrich Händel producido en tres versiones diferentes a lo largo de los cincuenta años de carrera de Händel.
HWV 46a es un oratorio en italiano del año 1707. En 1737 Händel revisó y amplió el oratorio para crear HWV 46b. Finalmente, HWV 71 es la obra ampliada y revisada de nuevo, posiblemente sin mucha implicación del propio Händel, en forma de oratorio en inglés en el año 1757.

## Il trionfo del Tempo e del Disinganno(HWV 46a)
Este es el verdadero primer oratorio de Händel, según un libreto del cardenal Benedetto Pamphili y con un título que se traduce como "El triunfo del tiempo y la desilusión" (HWV 46a). La obra, que estaba formada por dos secciones, fue compuesta en la primavera del año 1707 y se estrenó en el verano de aquel año en Roma. El aria más famosa del oratorio es "Lascia la spina"—música que Händel más tarde reutilizaría como "Lascia ch'io pianga" en su ópera del año 1711 Rinaldo.

## Il trionfo del Tempo e della Verità(HWV 46b)
Treinta años más tarde, viviendo en Inglaterra y produciendo temporadas tanto de oratorios en inglés como óperas en italiano, Händel revisó y amplió "Il trionfo" a una obra en tres secciones bajo el nuevo título que se traduciría como "El triunfo del tiempo y la verdad" (HWV 46b) en marzo de 1737 para estrenarse el 23 de marzo de 1737. Le siguieron otras tres representaciones ese mismo mes y una más en una reposición para la temporada de 1739.

## The Triumph of Time and Truth(HWV 71)
Mientras que Jephtha está considerado el oratorio final de Händel, esta versión, de nuevo revisada, de "Il trionfo" (HWV 71) data de marzo de 1757 con Isabella Young cantando el papel del Consejo (la Verdad). El libreto había sido reelaborado en inglés (probablemente por Thomas Morell) con un nuevo título también traducido, y el oratorio de nuevo ampliado. La salud de Händel en aquella época era muy mala, y su contribución (si es que la hubo) a esta "nueva" obra es dudosa. John Christopher Smith Jr. probablemente reunió la partitura.